# Арнаж
Арнаж (фр. Arnage) је насељено место у Француској у региону Лоара, у департману Сарт.
По подацима из 2011. године у општини је живело 5131 становника, а густина насељености је износила 476,86 становника/km².

## Демографија
| 1962. | 1968. | 1975. | 1982. | 1990. | 2011. |
| ----- | ----- | ----- | ----- | ----- | ----- |
| 3.315 | 3.697 | 5.004 | 5.367 | 5.600 | 5.131 |

## Партнерски градови
- Крепелин